# تیگیسیس در مورتانیا
تیگیسیس در مورتانیا (civitas) یکی از استان‌های روم بود که برای تشخیص از تیگیسیس در نومیدیا به این عنوان مشهور بود.